# Parque Estadual da Lagoa do Cajueiro
O Parque Estadual da Lagoa do Cajueiro é uma unidade de conservação de proteção integral da esfera estadual mineira, criado em 1998. O parque está dentro dos biomas Caatinga e Cerrado e dentro da área do município de Matias Cardoso no interior de Minas Gerais, próximo à divisa do estado com a Bahia. O parque visa a proteção da cobertura vegetal da região e do conjunto de espelhos d'água de lagoas marginais ao Rio São Francisco.

## Lagoa do Cajueiro
A lagoa do cajueiro dá o nome ao parque e tem cerca de 1 metro de profundidade e é uma lagoa perene, ou seja, não desaparece no período de seca.